# Solebäder in Mumpf

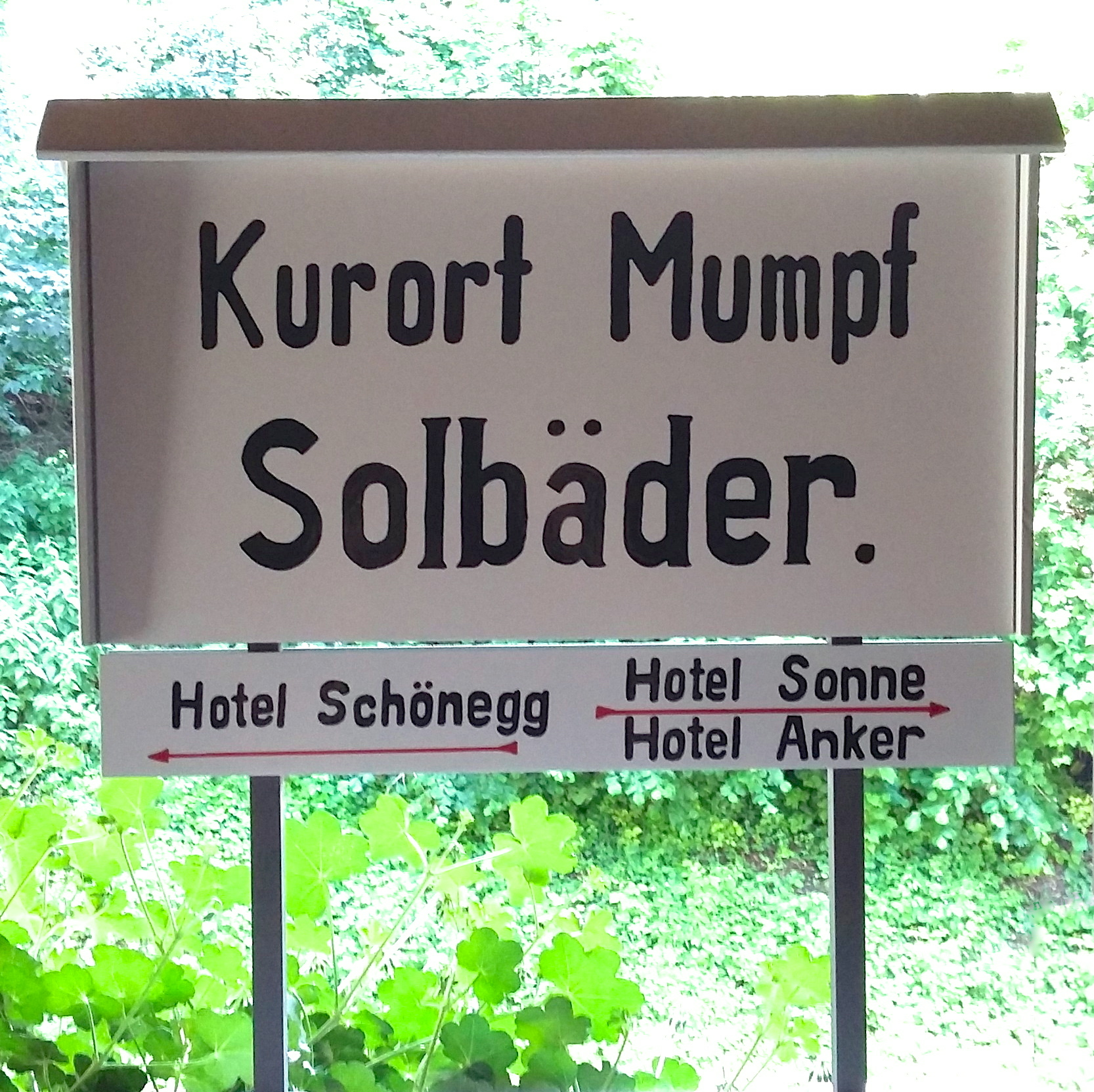
Kurorttafel Mumpf, als Modell im Dorfmuseum Mumpf zu sehen

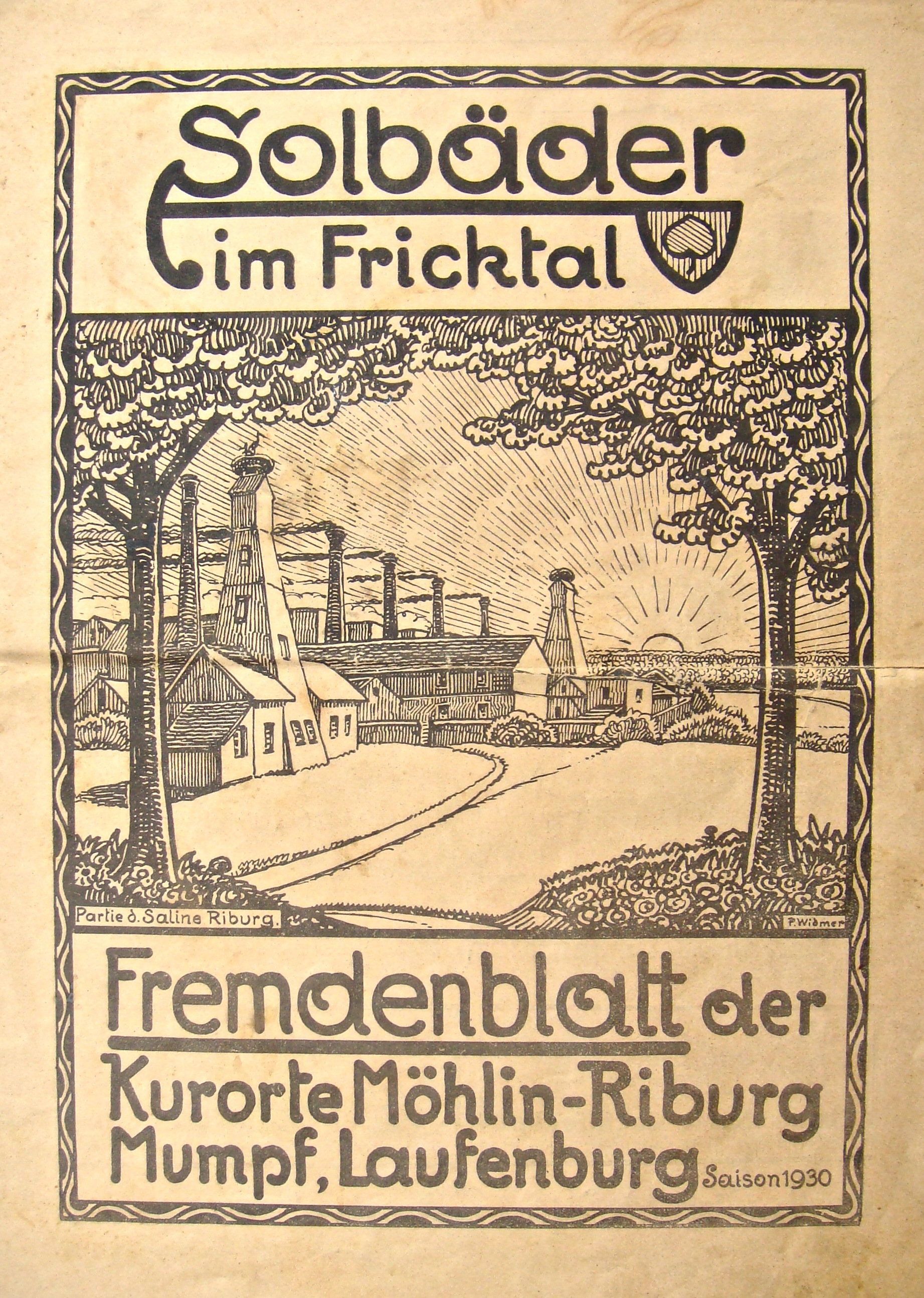
Solbäder in Mumpf – Titelblatt der sonntäglichen Kur-Zeitung

Solbad Anker mit Badehaus am Rheinufer in Mumpf 1865

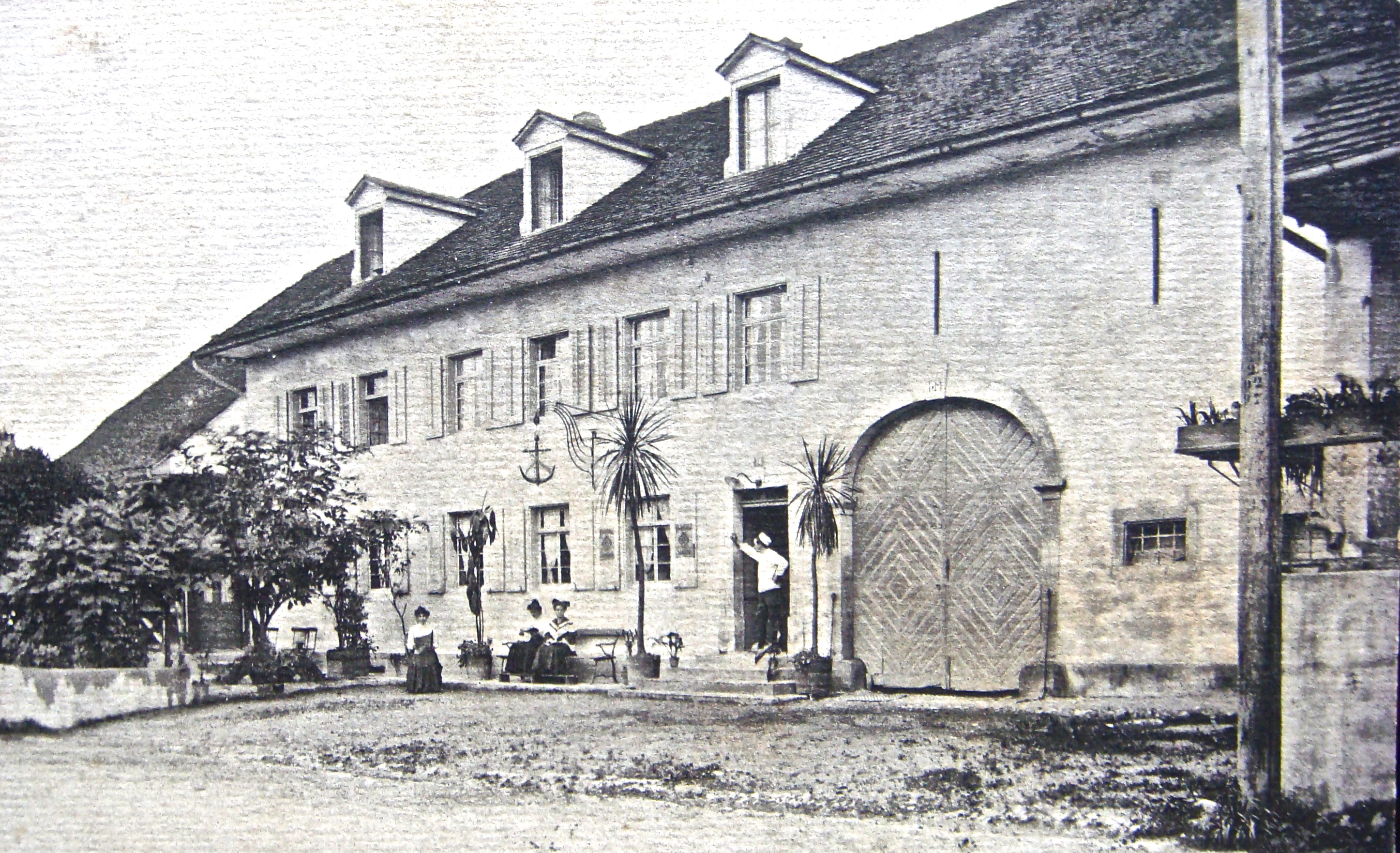
Solbad und Gasthof «Anker» vor 1900

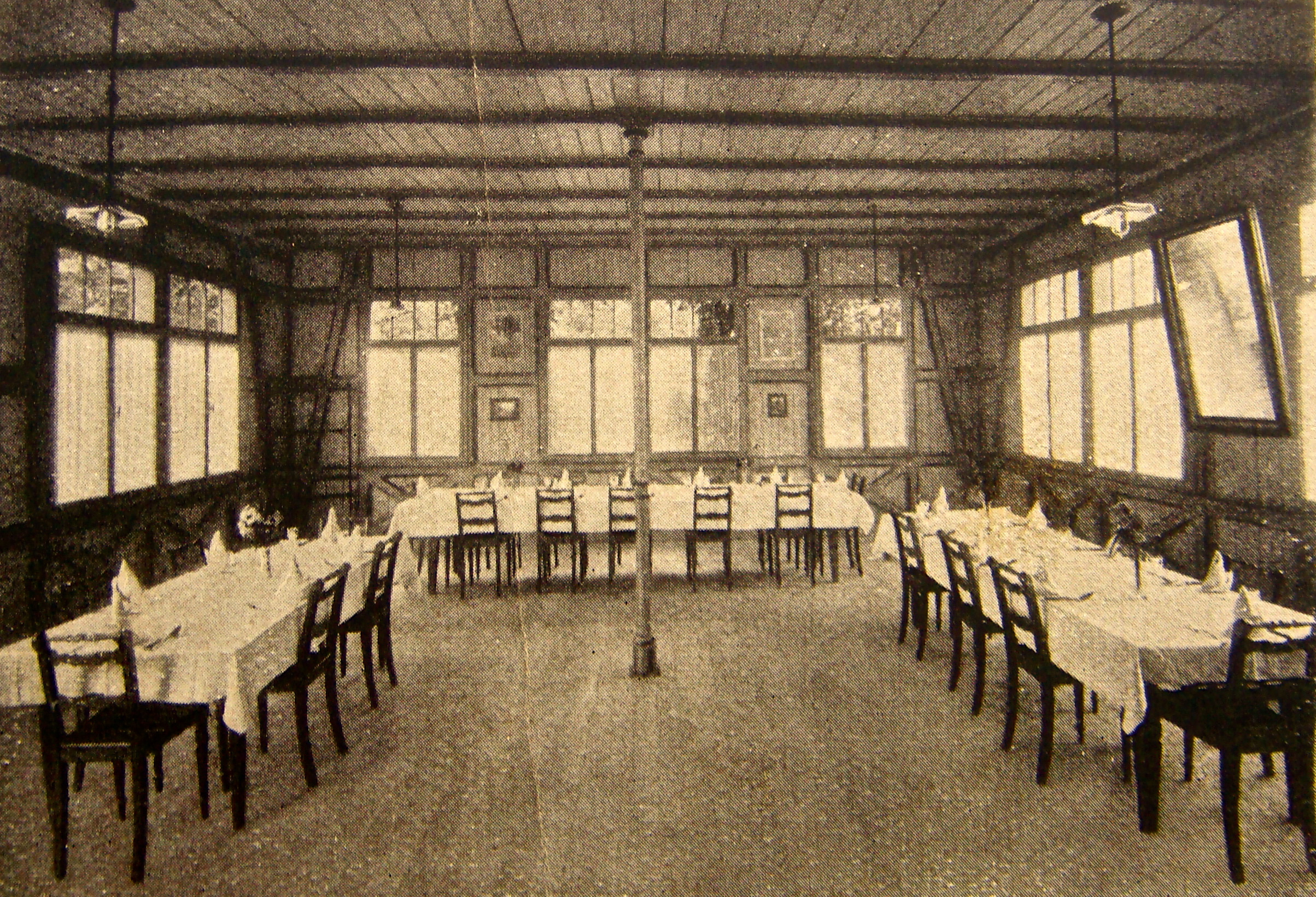
Gasthof «Anker»: Speisesaal

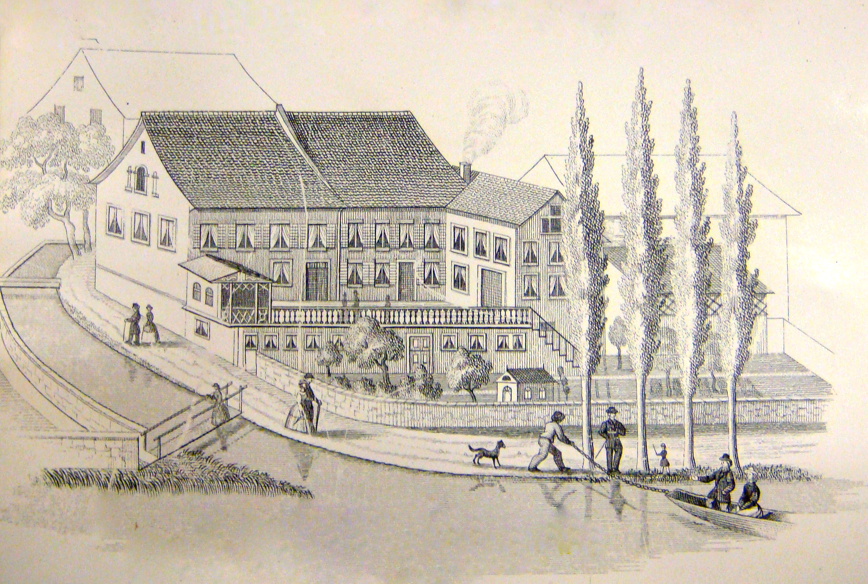
Solbad und Gasthof «Sonne» um 1860

Solbad und Gasthof «Sonne» 1880

Panorama von der Mumpfer Fluh 1881

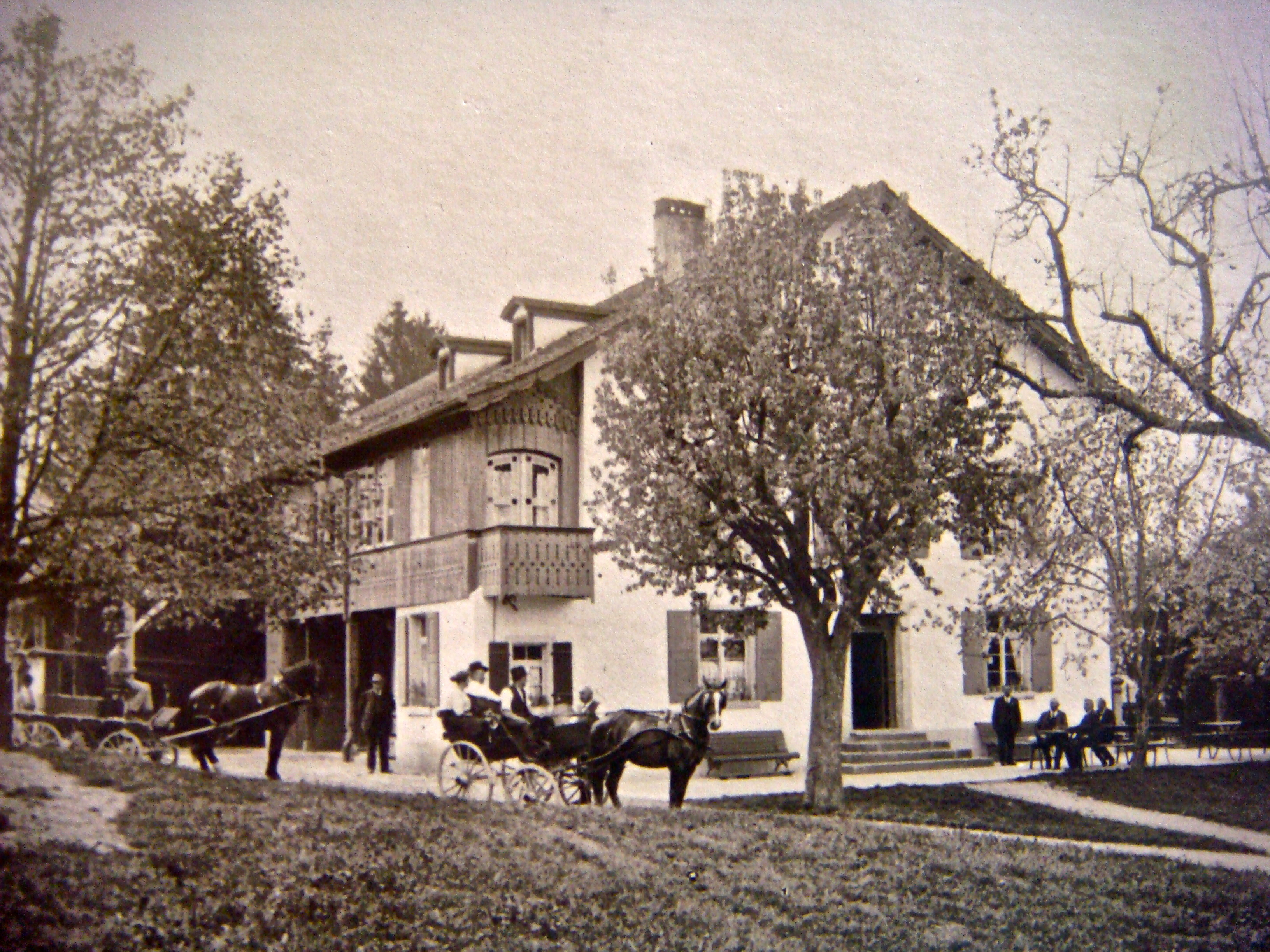
Solbad und Gasthof «Schönegg» um 1900

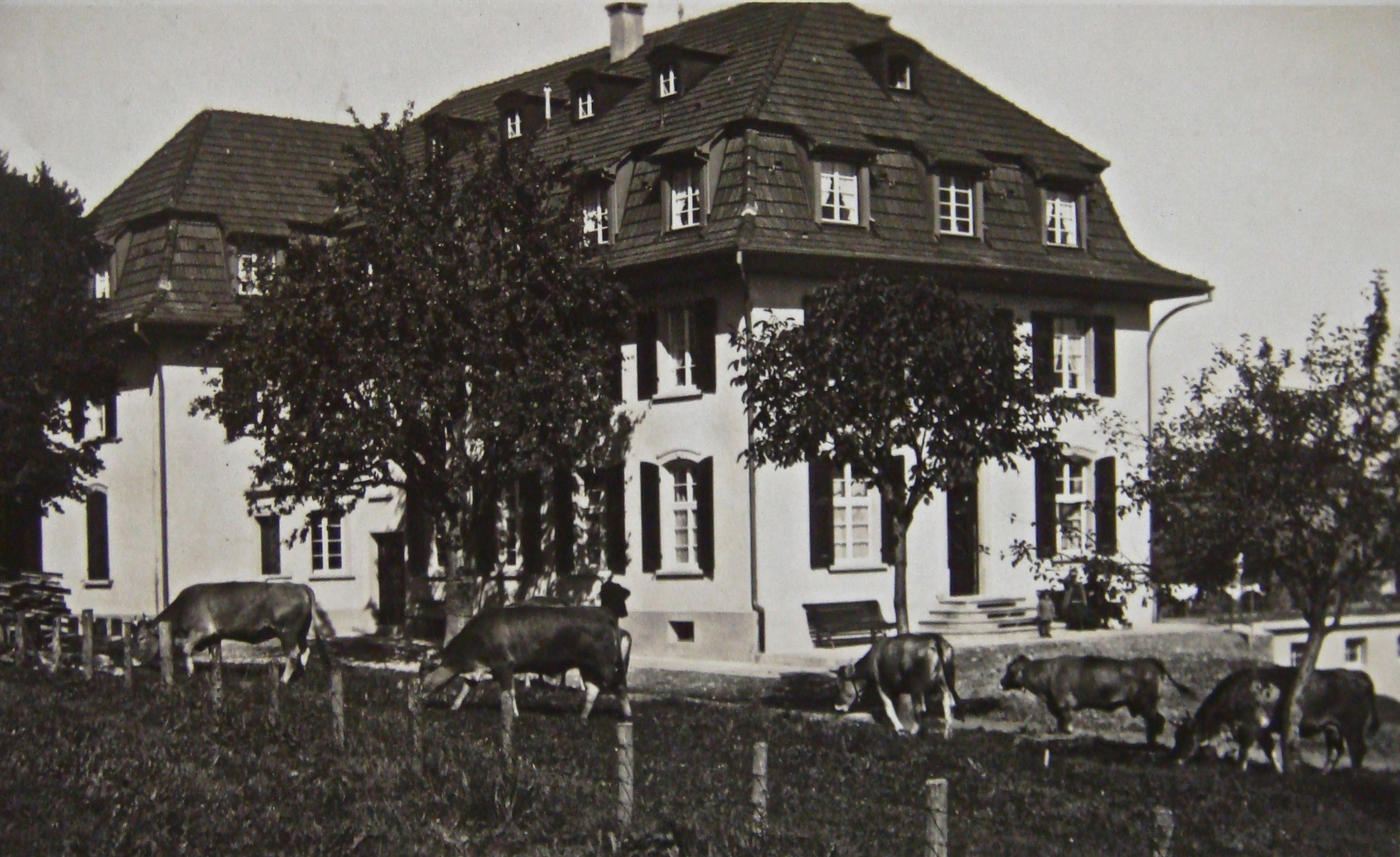
Gasthof «Schönegg» nach dem Wiederaufbau 1928

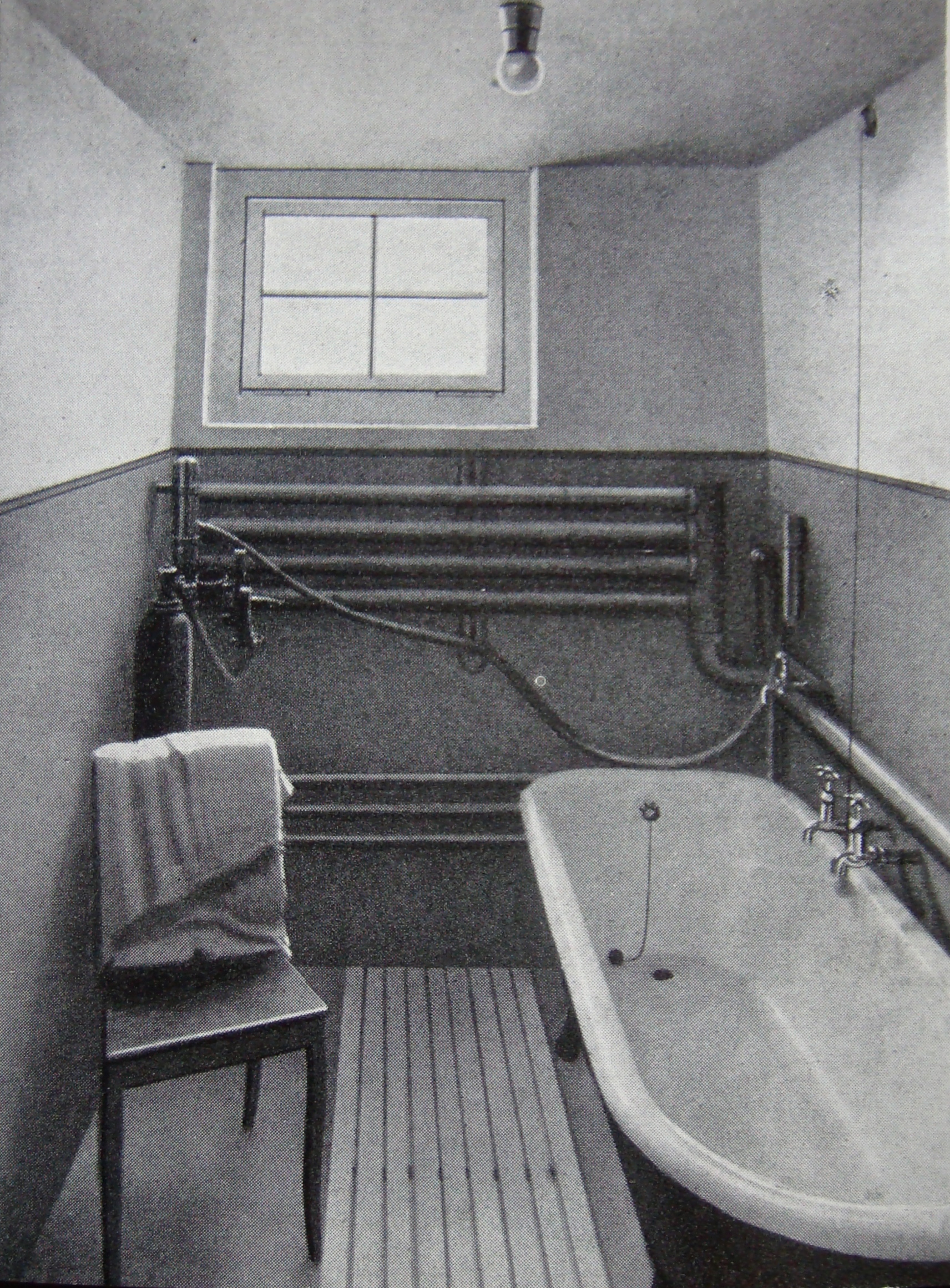
Solbad und Gasthof «Schönegg»: Badewanne, um 1930

Die Solebäder in Mumpf waren Bäder mit salzhaltigem Wasser (Sole) im aargauischen Dorf Mumpf (Schweiz), welche von 1854 bis 1991 in Betrieb waren. Die Sole stammte aus den nahegelegenen Rheinsalinen bei Riburg.

## Geschichte
Bis Mitte des 19. Jahrhunderts verdienten die Menschen im Dorf Mumpf ihr tägliches Brot vor allem als Flösser, Fischer und Schiffer auf dem Hochrhein. Mit dem Aufkommen des Strassen- und Bahnverkehrs nahm die Arbeit auf dem Rhein jedoch ab. Die Mumpfer packten die Chance für andere Arbeiten, die sich bei der neuen «Mode» der Kurbäder anboten. Sie leiteten damit die rund 140 Jahre dauernde Geschichte des Kurortes Mumpf ein.

### Erstes Mumpfer Solbad: Badanstalt des Pintwirts Mösch
Der Ursprung der Mumpfer Bäder geht auf das Jahr 1854 zurück. Dies ist den Unterlagen im Staatsarchiv vom Kanton Aargau zu entnehmen: Pintwirt Mösch erhielt die erste Conzession zur Verabreichung von Soolbädern in einer Badwanne vom 3. Juli 1854. Die Bewilligung musste jedes Jahr erneuert werden. Der Landammann persönlich unterzeichnete diese Beschlüsse des Regierungsrathes. Nach dem Tod des Pintwirts übertrug die Regierung 1860 die Konzession der Witwe Mösch: Die Bewilligung des Bezugs von Salzsoole für eine Badwanne der Badanstalt zu Mumpf, wofür eine jährliche Gebühr von Fr. 8 Rp.50 an die Bezirksverwaltung Rheinfelden zu entrichten ist, auf die Wittwe Magdalena Mösch geb. Schlageter in Mumpf zu übertragen bzw. ihr für das laufende Jahr zu erneuern. Ausfertigungstaxe von Fr. 5.-. Das Bad blieb auch nach dem Tod der Magdalena Mösch im Besitze der Familie, geführt durch Siegfried Tschudy-Mösch.
Die 1829 erbaute Pinte erhielt noch vor 1900 den Namen «Anker». Im hoteleigenen Prospekt von 1920 erfährt das Dorf und die Lage des Hotels ein hohes Lob als vorzüglicher Luftkurort: Der Rhein und die Wälder bedingen eine reine, gesunde Luft. Es bietet sich Gelegenheit zu prächtigen Spaziergängen. Inmitten von Obstgärten und direkt an den Rhein anstossend, liegt das Solbad zum Anker. Das Hotel bot 16 Betten in 8 einfachen und freundlichen Schlafzimmern, eine anerkannt vorzügliche Küche, sieben Solebäderräume, ein Kohlensäurebad, den lauschigen Hinterhof und eine Liegewiese am Rhein.

### Zweites Solbad: Gasthof und Soolbad «Sonne»
Das Gasthaus «Sonne» ist als die älteste Taverne von Mumpf vermerkt. Hier wurde 1821 Rachel Felix geboren, am 23. August 1829 war der Komponist Robert Schumann zum Mittagessen zu Gast. Er schrieb in seinem Reisebericht: Mittagessen in Mumpf  – gut – die verblühte, trauernde Wittwe – lederne Unterhaltung – lebhafter – u. ihre schmachtenden Feuerblike – der gute Luzerner Kaufmann – viel Wein – das Frickthal.
Im Hülfsbuch für Reisende schreibt J. J. Leuthy zur «Sonne»: Dieses Gasthaus liegt in dem Dorfe Mumpf, nächst der Kirche, an der Landstrasse von Basel nach Zürich, Aarau, Schaffhausen, wo täglich bei den vorbeifahrenden Eilwägen eingesessen werden kann. Die hintere Façade hat die Aussicht auf den Rhein, auf welchem bereits täglich Schiffe und Flösse nach Basel fahren; diese Rheinfahrt ist besonders merkwürdig wegen des sogenannten Rheinstrudels zwischen Mumpf und Rheinfelden. Schöne, neue meublirte Zimmer, nebst 2 Salons, welche sich auch für Familien eignen, eine gute Küche, wie auch Remise und genugsame Stallung für 50 – 60 Pferde, nebst billigsten Preisen, sind die Empfehlungen dieses Gasthauses.
Sonnenwirt Franz Josef Waldmeyer Sohn richtete seinen Gasthof 1867 als Soolbad ein, um es 10 Jahre später markant aufzustocken und auszubauen. Die anfängliche Zimmerzahl von 15 erfuhr eine Ausweitung auf 36 Gästezimmer mit total 60 Betten. 10 Badezellen befanden sich im Erdgeschoss. Eine offene Galerie gegen den Hotelgarten und den Rhein hin mit einem Pavillon diente den Kontakten unter den Kurgästen. Auch der Speisesaal war gegen den Rhein gerichtet. Ein Lesezimmer mit grosser Bibliothek stand den Gästen ebenfalls zur Verfügung.
Gemeinsam priesen 1867 Pintwirt Siegfried Tschudy und Sonnenwirt F. J. Waldmeyer in einer 14-seitigen Broschüre ihre Kurhäuser, die Wirkung der Sole und die gesunde Lage von Mumpf an.
Sonnenwirt Waldmeyer absolvierte umfangreiche Vortragsreihen zu seinem Kurhotel in der ganzen Schweiz unter dem Titel Soolbad und Gasthof zur Sonne in Mumpf am Rhein, Bötzbergbahn-Station zwischen Zürich und Basel, gehalten von F.J. Waldmeyer. Seine Vorträge liess er auch als Broschüren drucken. Ab 1881 legte er diesen auch noch 155 Zentimeter lange Abdrucke bei vom Panorama von der Fluh bei Mumpf, einer Lithografie von H. Burger-Hofer. Auch sonst war Waldmeyer voller Elan. Er liess im «Bachthäli» Flanierwege anlegen sowie einen Teich mit einer Fischzucht und einem Angebot zu Gondelfahrten.

### Drittes Solbad: «Hotel Solbad Schönegg»
Der «Rötehof» entstand westlich von Mumpf im Jahr 1845 als grosser Bauernhof. 1892 kaufte Johann Peter Bretscher den Betrieb. 1893 erhielt er das Tavernenrecht. Um die Jahrhundertwende bot er ebenfalls Solebäder an, zuerst in der Waschküche des Bauernbetriebes, die man durch den Stall erreichte. Später entstand durch den Einbau von Gästezimmern ein kleines Kurhotel. Nach dem Brand von 1926 wurde das «Kurhaus Solbad Schönegg» vollständig neu konzipiert. Die «Schönegg» erhielt weitherum einen guten Ruf auch für die Fernsicht über das Rheintal.
1972 erfolgte der Bau eines modernen Schwimmbeckens von 10 × 25 Metern für 34 °C warmes Solewasser und breites Angebot an weiteren Erholungs- und Therapiemöglichkeiten. Gleichzeitig legte die Postautolinie Mumpf-Möhlin neu dreimal täglich eine Extraschlaufe mit Halt auf der Schönegg ein.
Nachdem die Hotels «Anker» und «Sonne» zwischen 1950 und 1960 keine Solbäder mehr anboten, war mit der Schliessung der «Schönegg» 1991 auch der Kurort Mumpf endgültig Geschichte.

## Kur-Angebote
Vor der Wende vom 19. zum 20. Jahrhundert bestand das zeitgemässe Kur-Angebot aus Wannenbädern, Massagen, Zirkularduschen, Lokalduschen, Inhalationen, Gurgeln, Milchkuren und Schwitzkästen.
In der Kur-Zeitung Nr. 15 von 1930 waren als Indikationen einer Solbadkur im Fricktal zu lesen:
Eine Solbadkur ist besonders in folgenden Fällen angezeigt: Bei Rheumatismus jeder Art, wo er auch sitzt, Gicht, Knochen- und Gelenkleiden, infolge von Verletzungen oder Krankheiten. Bei Frauenleiden und deren Folgen hat eine Solbadkur oft wunderbare Heilkraft. Bei Nervenleiden, zufolge von Anstrengungen, Erkältungen, Verletzungen und Vergiftungen. Bei schwachen, blutarmen, zurückgebliebenen, mit Drüsen- oder Hautkrankheiten behafteten Kindern ist der Erfolg in den meisten Fällen erstaunlich gut. Für Herzleidende haben Kohlensäure-Bäder in Verbindung mit Sole sehr gute Erfolge gezeitigt. Die Sole findet ferner Verwendung zu Sprudelbädern, Wickeln, Inhalationen, Injektionen, Uebergiessungen, Gurgelungen etc. – Trinkkuren. Je nach ärztlicher Verordnung wird sie verdünnt oder unverdünnt angewendet, auch Dauer und Temperatur der verschiedenen Anwendungen wechseln je nach Natur der Krankheit des Patienten. Andere Kurmittel sind Douchen, Sprudelbäder, Kohlensäure-, Kleien- und Glühlichtbäder, Hand- und Elektro-Massage.
Die im Kurort Mumpf verwendete Sole stammte aus den Rheinsalinen von Riburg auf Rheinfelder Boden. Pferdefuhrwerke holten die Sole in Riburg unterhalb der Bahnstation von Möhlin in Fässern ab. Die Sole aus der Saline Riburg wird als stärkste Sole des Kontinents bezeichnet.
Ab 1929 erschien jeden Sonntag während der Saison die Kur-Zeitung Fremdenblatt der Kurorte Möhlin-Riburg, Mumpf und Laufenburg. Als Redaktor amtete der Mumpfer Lehrer Siegfried Wunderlin. Das 16-seitige Blatt wollte die Gäste informieren und verbinden. Die Listen in der Ausgabe vom 17. August 1930 ergaben für Mumpf 103 Kurgäste. Die Erwähnung aller Gäste mit Namen und Herkunft gab dem Kurbetrieb eine familiäre Atmosphäre. Es gab Gäste aus St. Maurice, Basel, Pregassena und Bucarest für das Hotel «Sonne», Basel, Neftenbach, Zürich, Chur und Hinwil für das Hotel «Anker» sowie Winterthur, Biel, Oerlikon und Bern für das Hotel «Schönegg». Neben Schmunzelgeschichten versuchten 74 Inserate verschiedenster Art die Gäste für einen Einkauf, einen Ausflug oder eine Einkehr zu animieren.

## Galerie

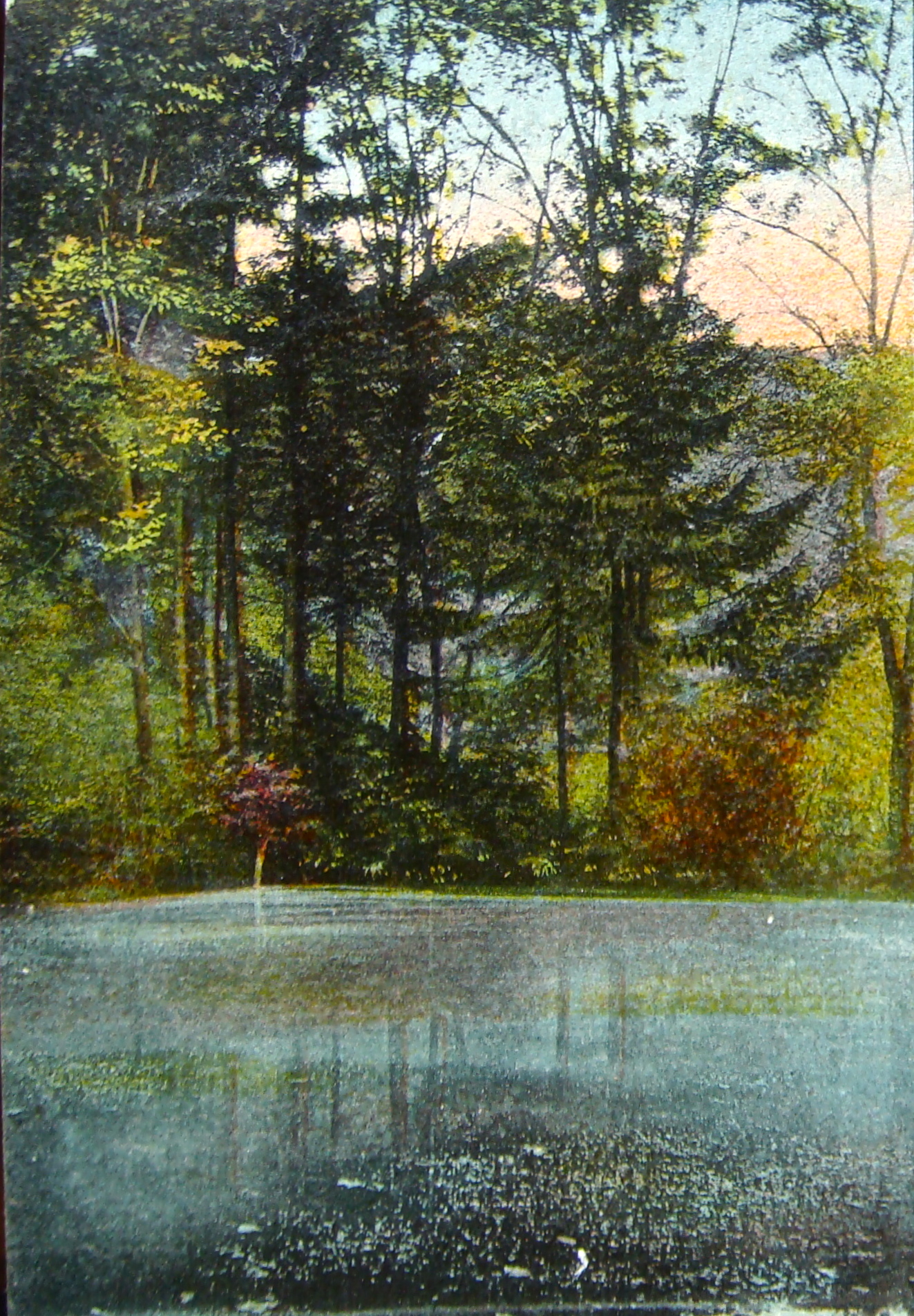
«Bachtalen»-Weiher um 1900, mit Angebot zum Gondeln
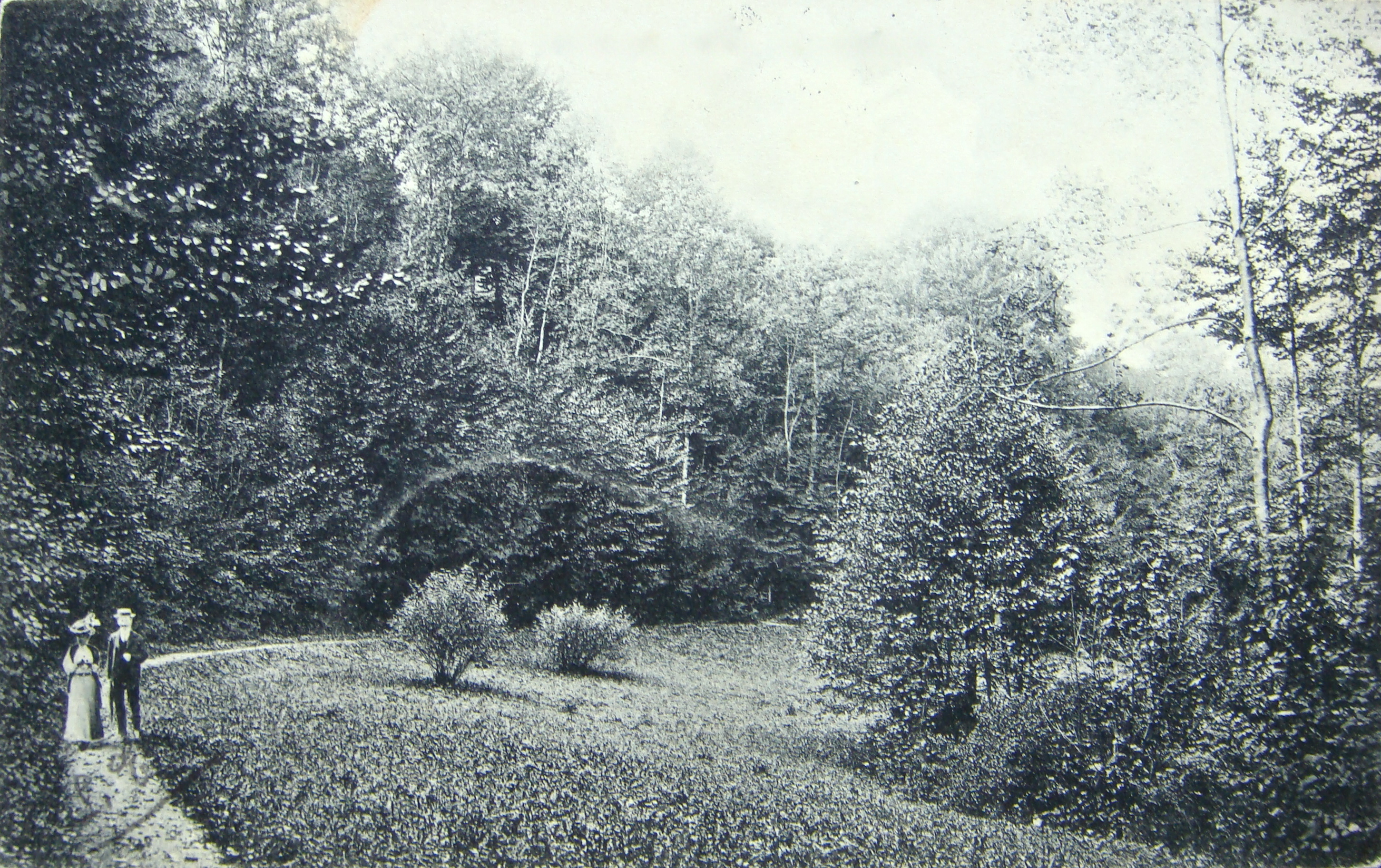
Lustwandeln in der «Bachtale» um 1900
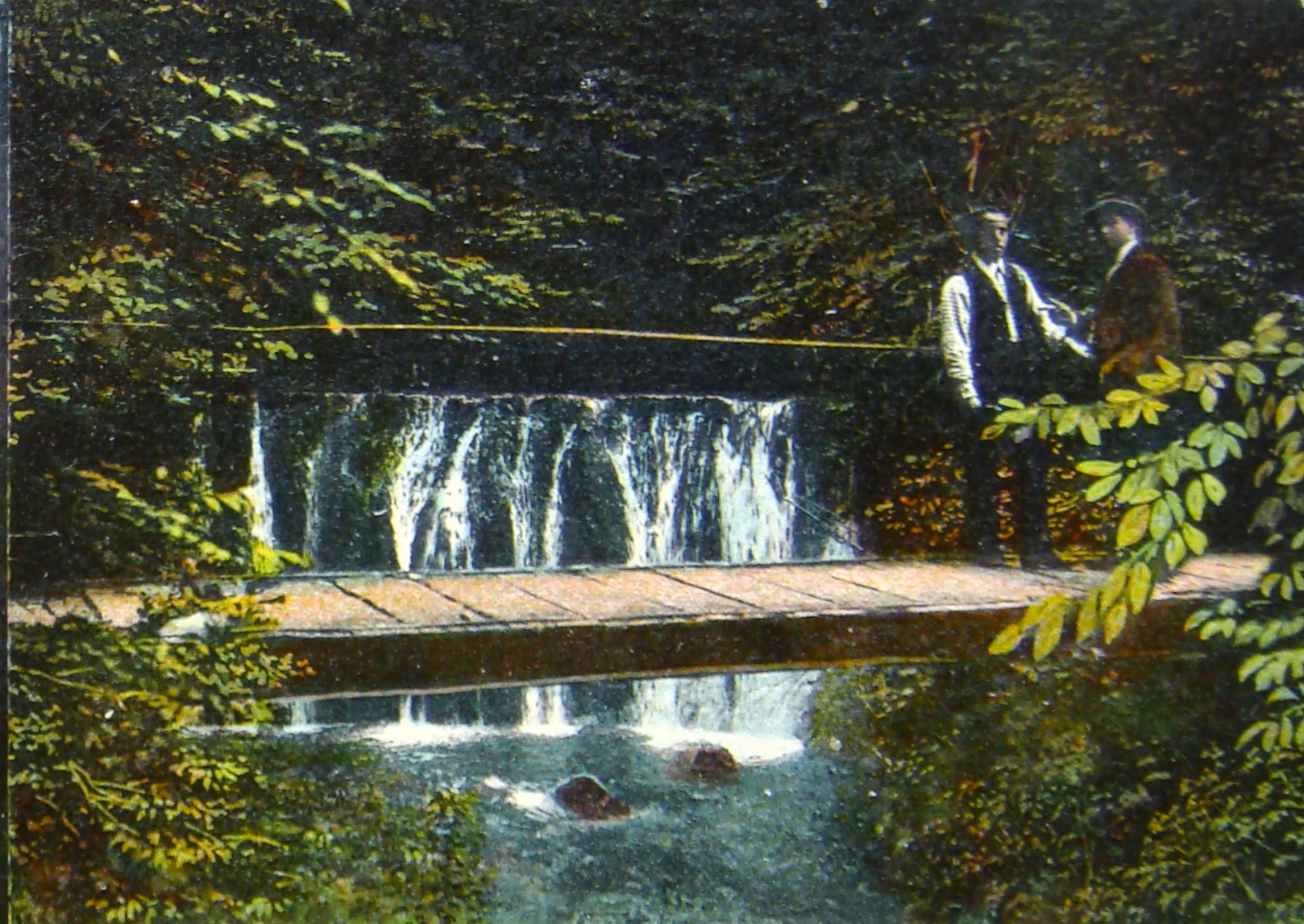
Brücklein vor dem Wasserfall in der «Bachtale»
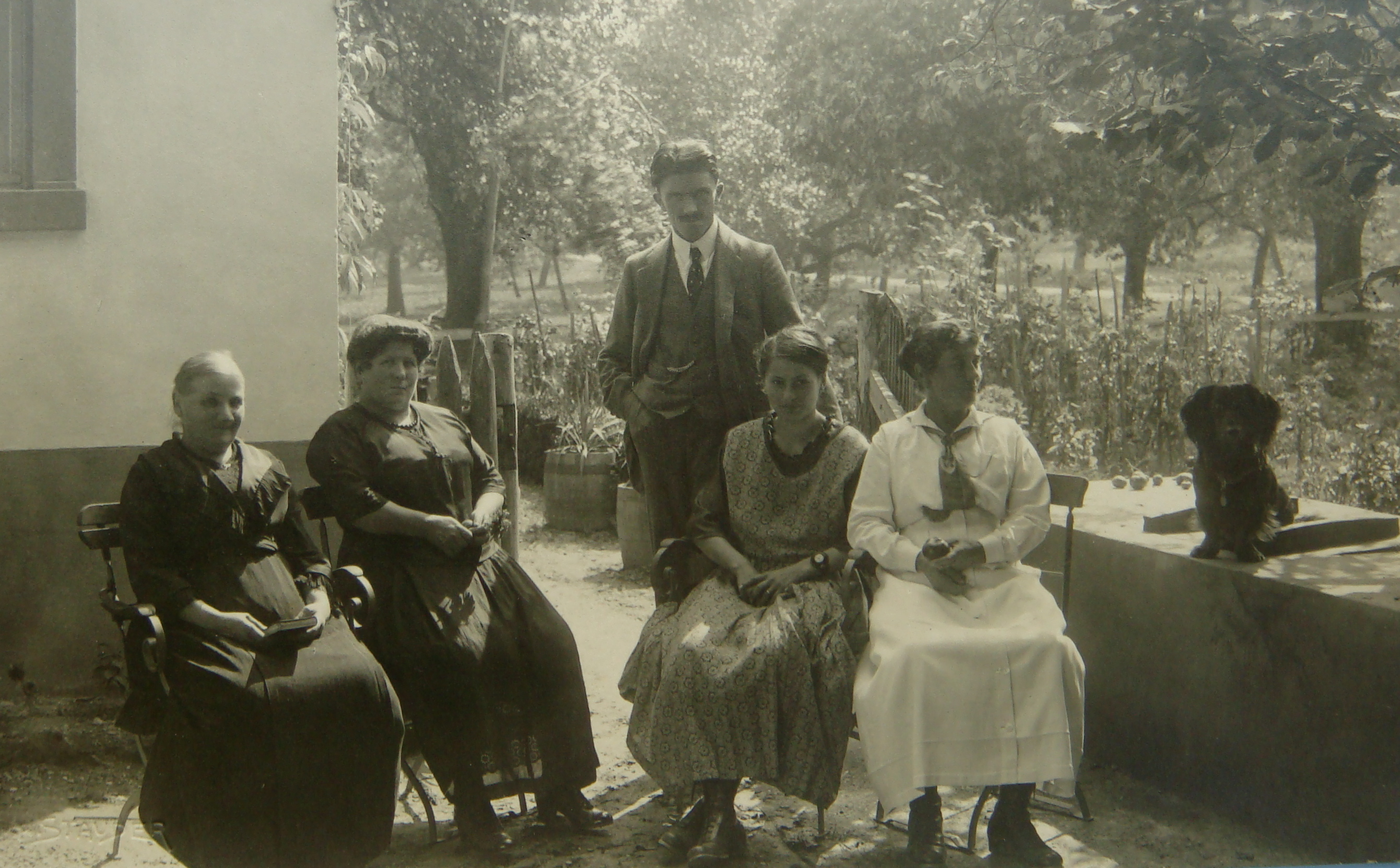
Kurgäste im Hof des Hotels «Anker» 1925
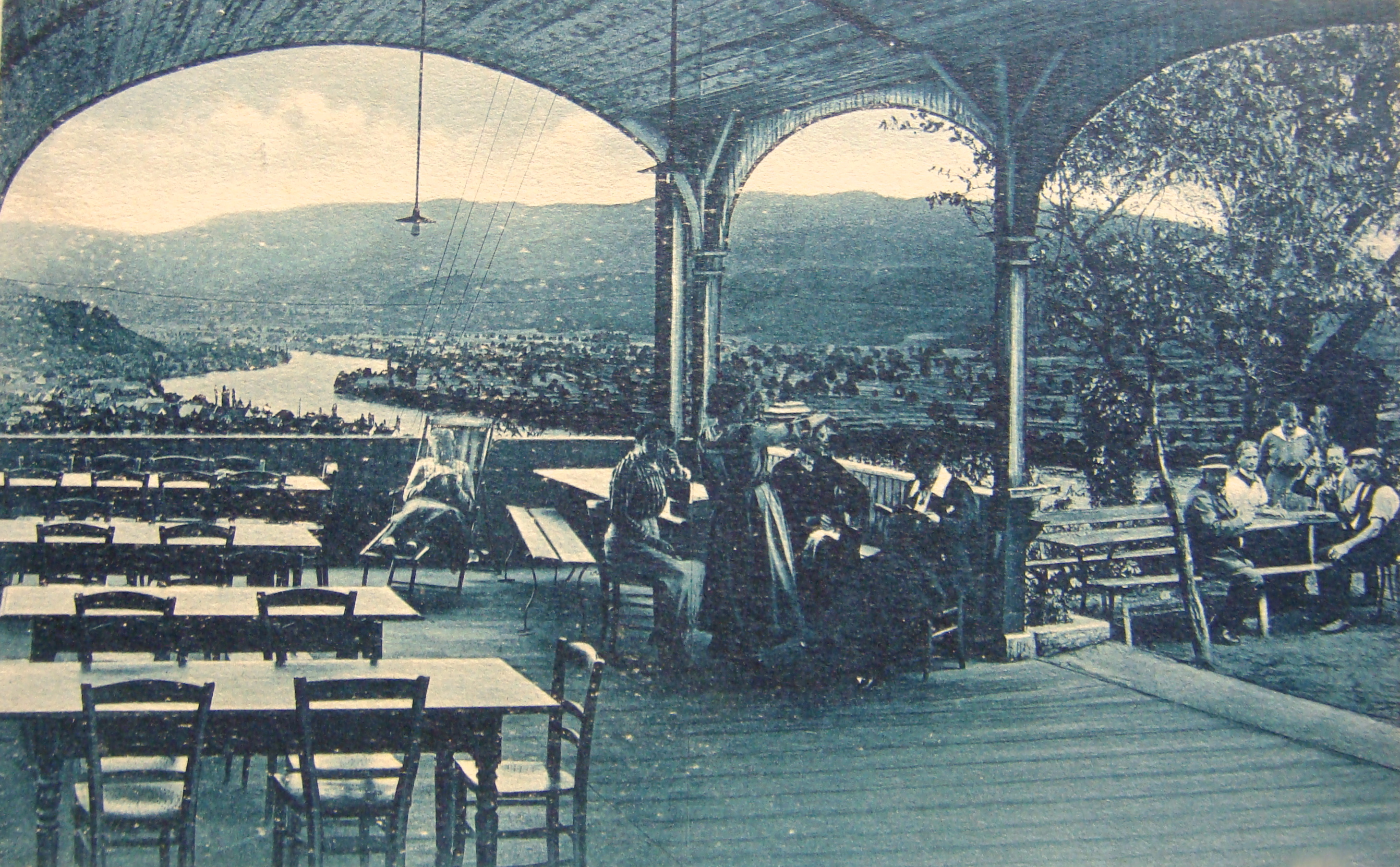
Die Veranda auf der «Schönegg» mit der Aussicht über den Rheinbogen
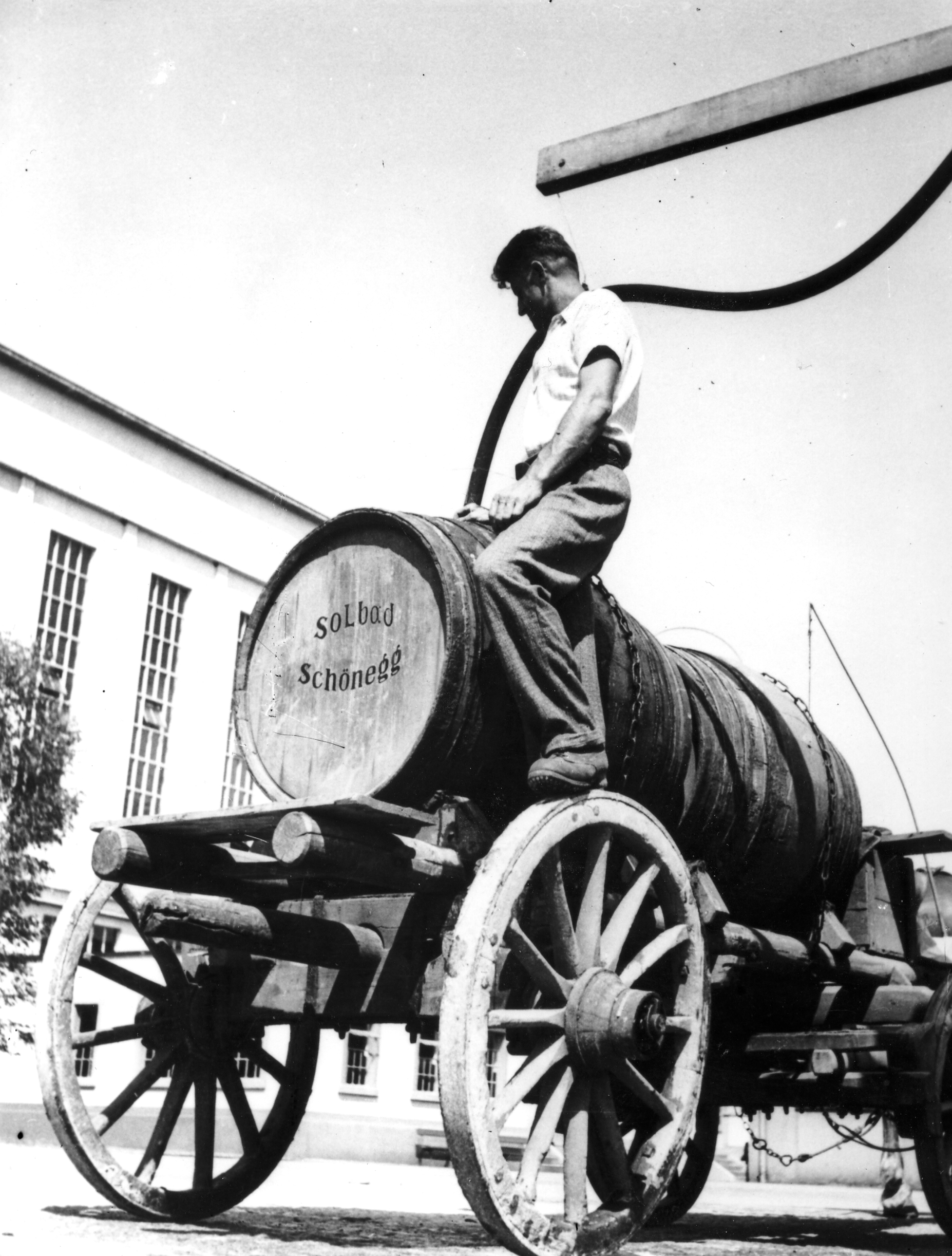
Soletransport 1945 von Möhlin-Riburg nach Mumpf
Postauto-Fahrplan 1988 zum Solbad Schönegg